# Werner Schroeter
Werner Schroeter (ur. 7 kwietnia 1945 w Georgenthal, zm. 12 kwietnia 2010 w Kassel) – niemiecki reżyser, scenarzysta i operator filmowy. Jedna z czołowych postaci awangardowego kina niemieckiego. Był inspiracją dla legendarnego reżysera Rainera Wernera Fassbindera, w którego filmach i sztukach występował. Reżyserował także spektakle teatralne i operowe.
Jego filmy, niepoddające się łatwej kategoryzacji, można określić jako połączenie kina artystycznego z awangardą. Zaczynał w 1967 od kina undergroundowego, które znalazło wąskie grono zagorzałych odbiorców i włączyło się w obieg festiwalowy. Chociaż Schroeter przez całą swoją karierę starał się trzymać z daleka od mainstreamu, udało mu się zdobyć Złotego Niedźwiedzia na 30. MFF w Berlinie za film Palermo czy Wolfsburg (1980), opowiadający o sycylijskim imigrancie zarobkowym w Niemczech. 
Do klasyki zaliczana jest również Malina (1991) z Isabelle Huppert w roli głównej. Ta adaptacja powieści austriackiej feministki Ingeborg Bachmann, do której scenariusz napisała przyszła noblistka Elfriede Jelinek, startowała w konkursie głównym na 44. MFF w Cannes i zdobyła cztery Niemieckie Nagrody Filmowe (m.in. dla najlepszego filmu roku, reżysera i aktorki).
Schroeter był zdeklarowanym homoseksualistą, a jego najbardziej otwarcie gejowskim filmem był Różany król (1986). Zmarł na raka w 2010.